# 横浜市主要地方道80号横浜駅根岸線
横浜市主要地方道80号横浜駅根岸線（よこはまししゅようちほうどう80ごう よこはまえきねぎしせん）は、横浜市西区高島（国道1号）から中区根岸町（横浜市主要地方道82号山下本牧磯子線）に至る主要地方道に指定されている政令指定都市の市道（横浜市道）である。路線延長は5,818m（実延長、2023年4月1日現在）。

## 通過する自治体
- 横浜市（西区、中区）

## 経路および交差道路等
- Google マップ
- 国道1号（横浜駅東口） - 起点
- 神奈川県道13号横浜生田線（平沼1丁目交差点）
- 国道1号（西平沼交差点）
- 神奈川県道218号弥生台桜木町線（日ノ出町交差点）
- イセザキモール
- 国道16号（長者町五丁目交差点）
- 大桟橋通り
- 首都高速神奈川3号狩場線（車橋交差点。本道とは直接接続しない）
- 打越橋（中区打越付近で本道路を跨ぐ）
- 横浜市主要地方道82号山下本牧磯子線（根岸不動下交差点）

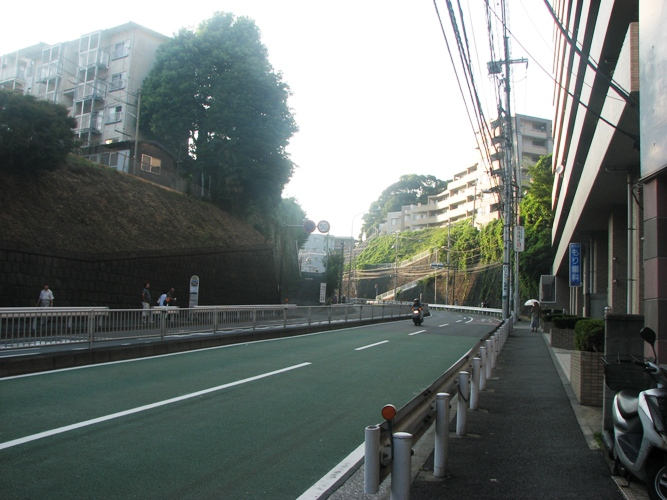
野毛坂交差点付近より横浜駅方向を望む
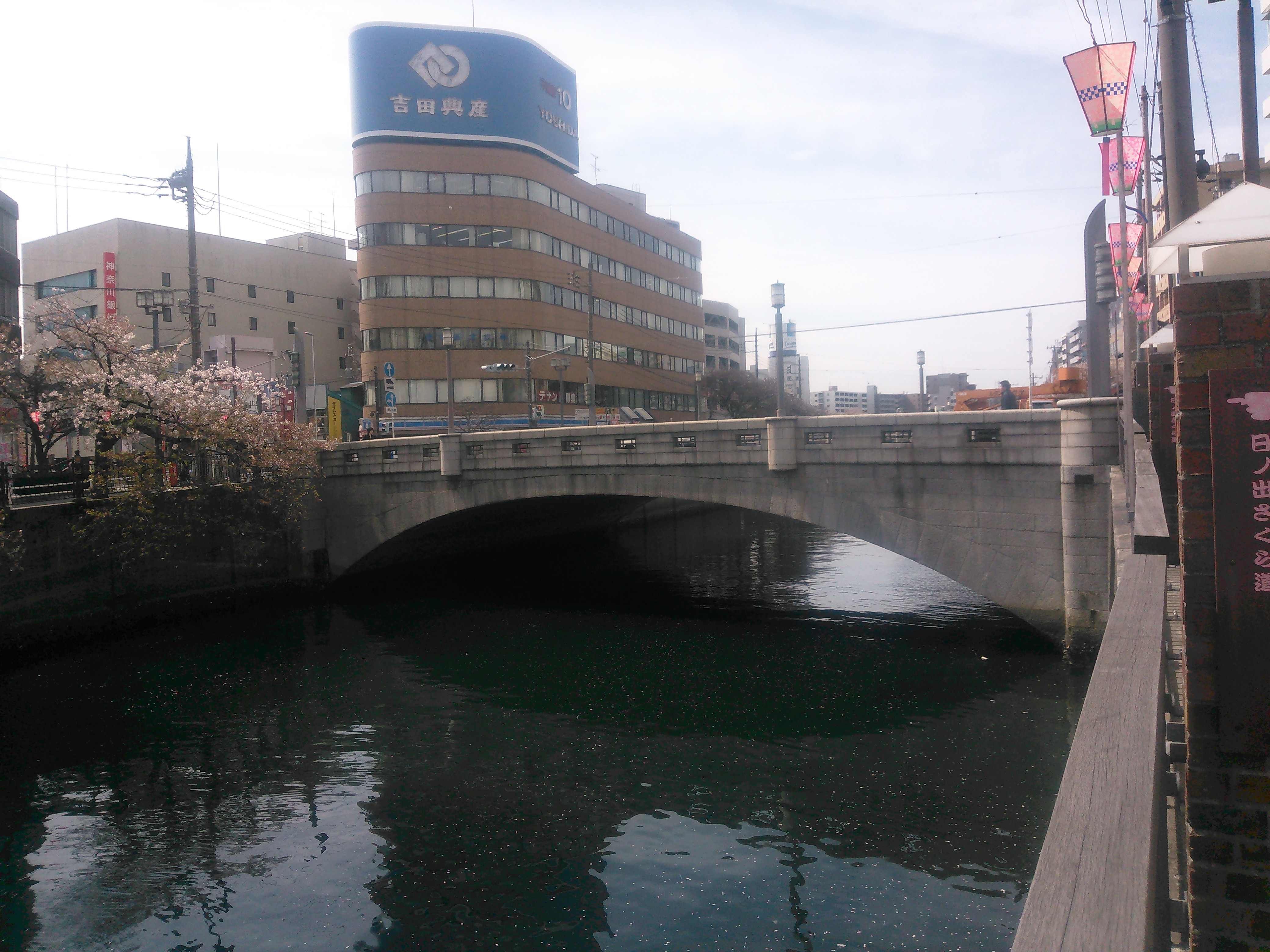
大岡川を渡る長者橋
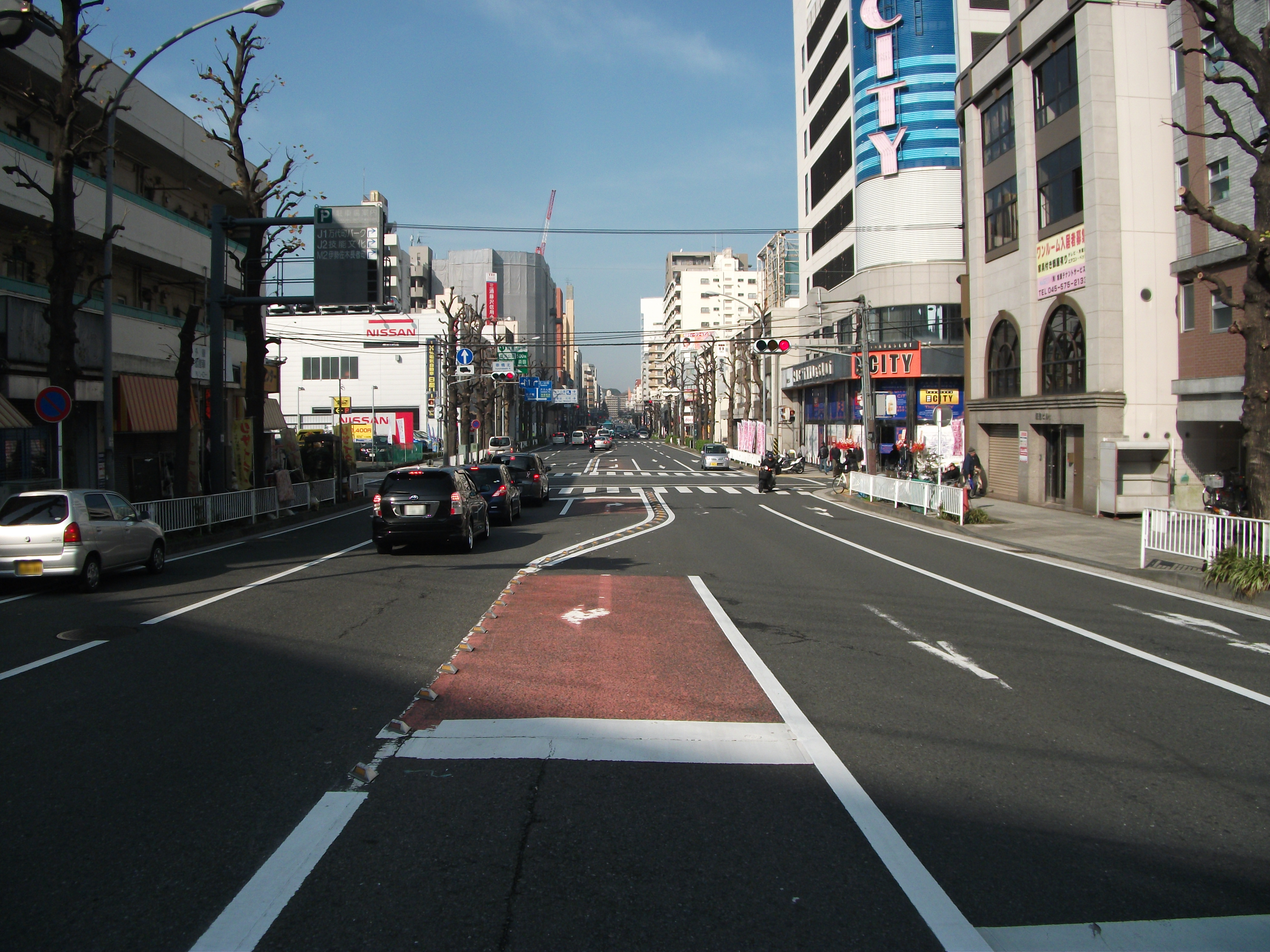
中村川を渡る車橋付近より北を望む。突き当りのビルは日ノ出町駅前のマンション
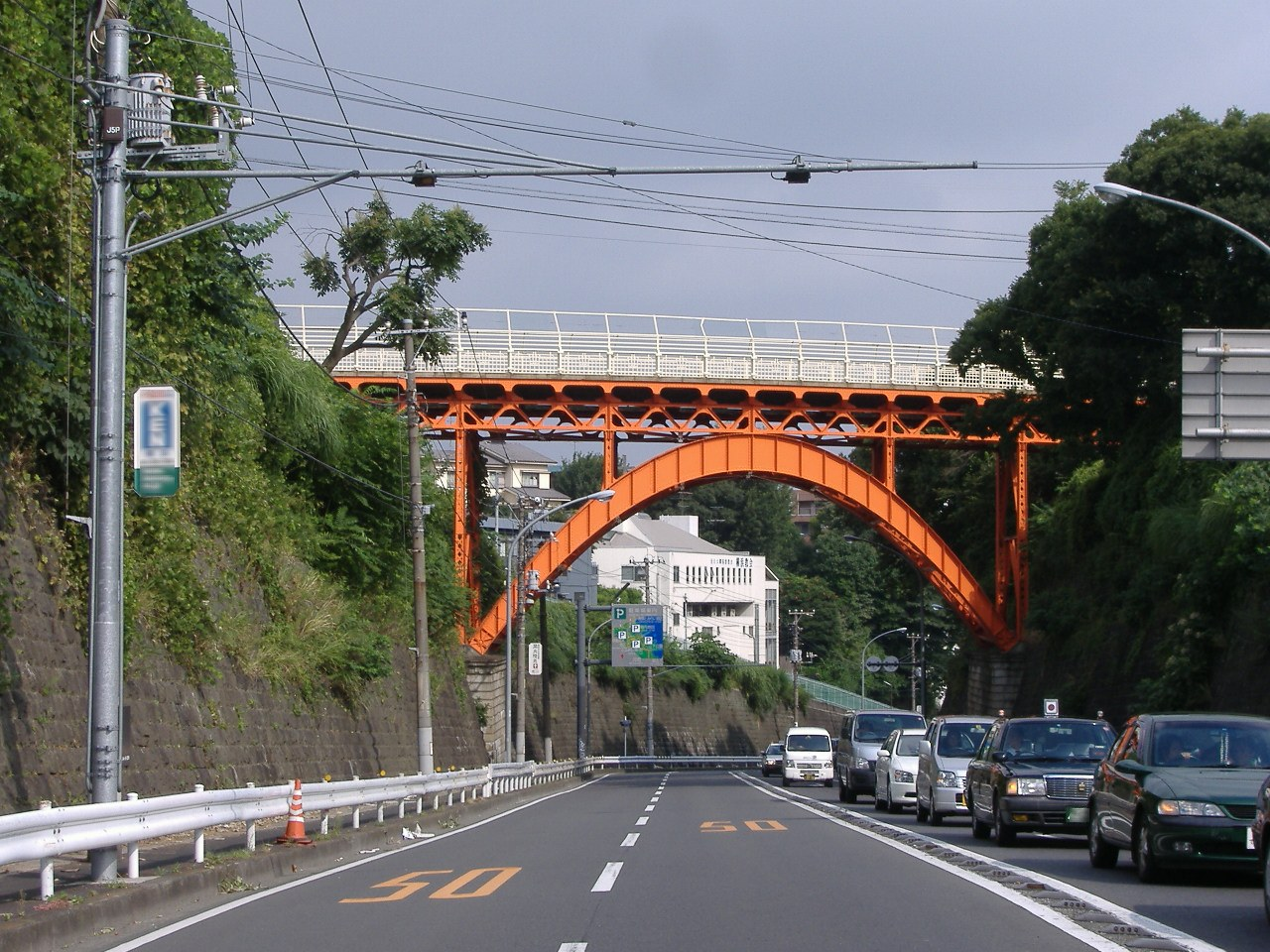
本道は打越橋の下をくぐる
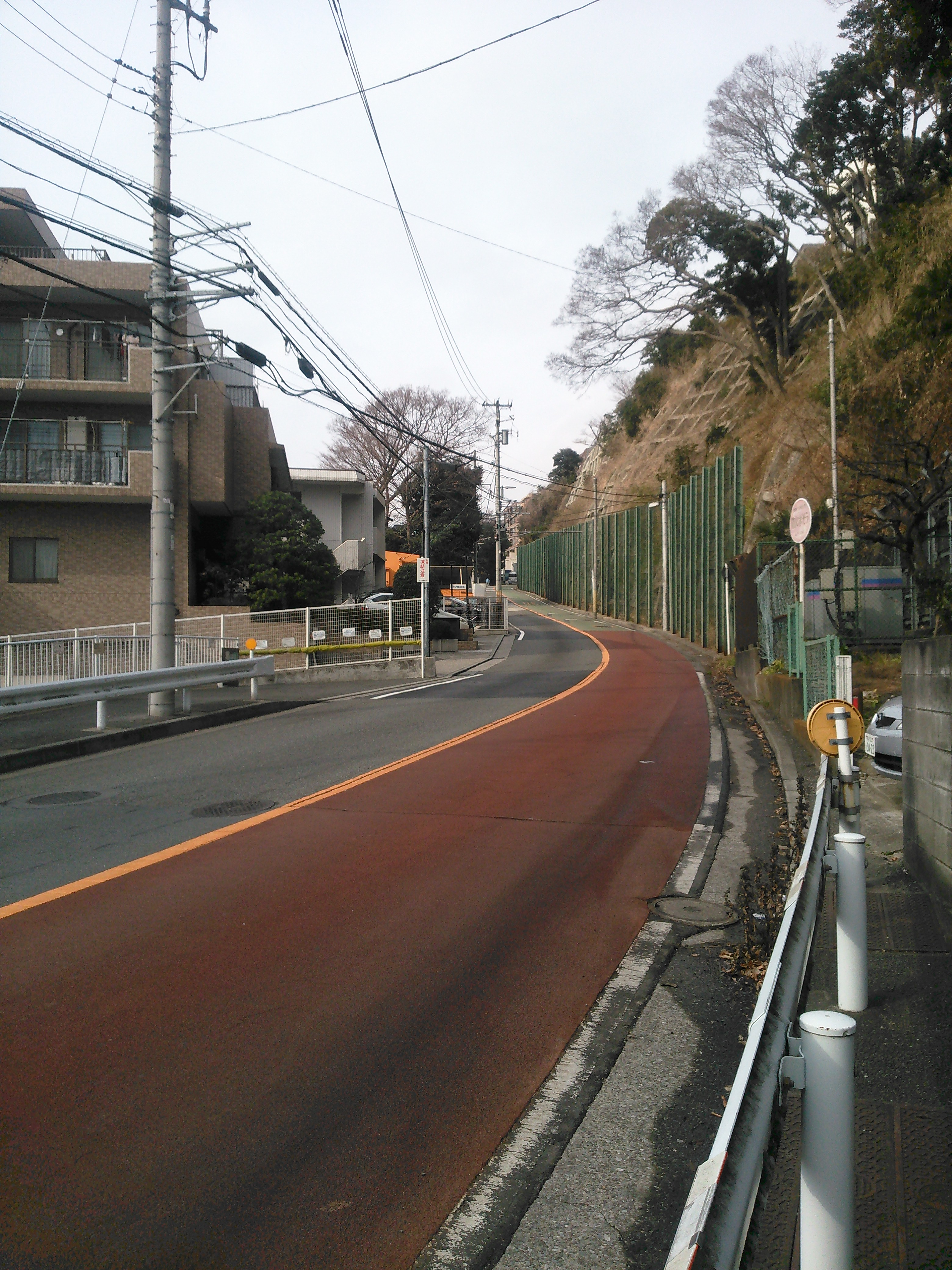
不動坂

## 別名
- 横浜駅根岸道路
- 長者町通り（かつての横浜道）
- 不動坂（馬力坂、根岸旭台から白滝不動尊前までの坂）